# デューク・マッケンジー
デューク・マッケンジー（Duke McKenzie、1963年5月5日 - ）は、イギリスの男性プロボクサー。ロンドンクロイドン・ロンドン特別区出身。元IBF世界フライ級王者。元WBO世界バンタム級王者。元WBO世界スーパーバンタム級王者。世界3階級制覇王者。

## 来歴
1982年11月23日、プロデビュー。
1985年6月5日、イギリスフライ級王座を獲得した。
1986年5月20日、EBUヨーロッパフライ級王者チャーリー・マグリ（イギリス）に挑戦し、15回TKO勝ちで王座を獲得した。同王座は2度の防衛に成功した。
1988年10月5日、IBF世界フライ級王者ローランド・ボホール（フィリピン）に挑戦し、11回TKO勝ちで世界王座を獲得した。同王座は1度の防衛に成功した。
1989年6月8日、デーブ・マコーリー（北アイルランド）と対戦し、0-3の判定負けを喫し2度目の防衛に失敗し王座から陥落した。
1990年9月30日、階級を上げEBUヨーロッパバンタム級王座決定戦でティリー・ヤコブ（フランス）と対戦し、0-3の判定負けを喫し王座獲得に失敗した。
1991年6月30日、WBO世界バンタム級王者ガビー・カニザレス（アメリカ合衆国）に挑戦し、3-0の判定勝ちを収め2階級制覇を達成した。
1991年9月12日、セサール・ソト（メキシコ）と対戦し、3-0の判定勝ちを収め初防衛に成功した。
1992年3月25日、ウィルフレド・バルガス（プエルトリコ）と対戦し、8回TKO勝ちを収め2度目の防衛に成功した。
1992年5月13日、ラファエル・デル・バーレ（プエルトリコ）と対戦し、初回KO負けを喫し3度目の防衛に失敗し王座から陥落した。
1992年10月15日、WBO世界スーパーバンタム級王者ジェシー・ベナビデス（アメリカ）に挑戦し、3-0の判定勝ちを収め3階級制覇を達成した。
1993年6月9日、ダニエル・ヒメネス（プエルトリコ）と対戦し、0-2の僅差判定負けを喫し初防衛に失敗し王座から陥落した。
1993年12月18日、階級を上げイギリスフェザー級王座を獲得した。
1994年10月1日、WBO世界フェザー級王者スティーブ・ロビンソン（ウェールズ）に挑戦し、9回KO負けを喫し4階級制覇に失敗した。
1995年4月28日、EBUヨーロッパフェザー級王者メディ・ラブドゥーニ（フランス）に挑戦し、判定負けを喫し王座獲得に失敗した。
1998年3月28日、現役を引退した。

## 獲得タイトル
- 第8代IBF世界フライ級王座（防衛1度）
- 第3代WBO世界バンタム級王座（防衛2度）
- 第5代WBO世界スーパーバンタム級王座（防衛0度）